# Manazil al-Qamar

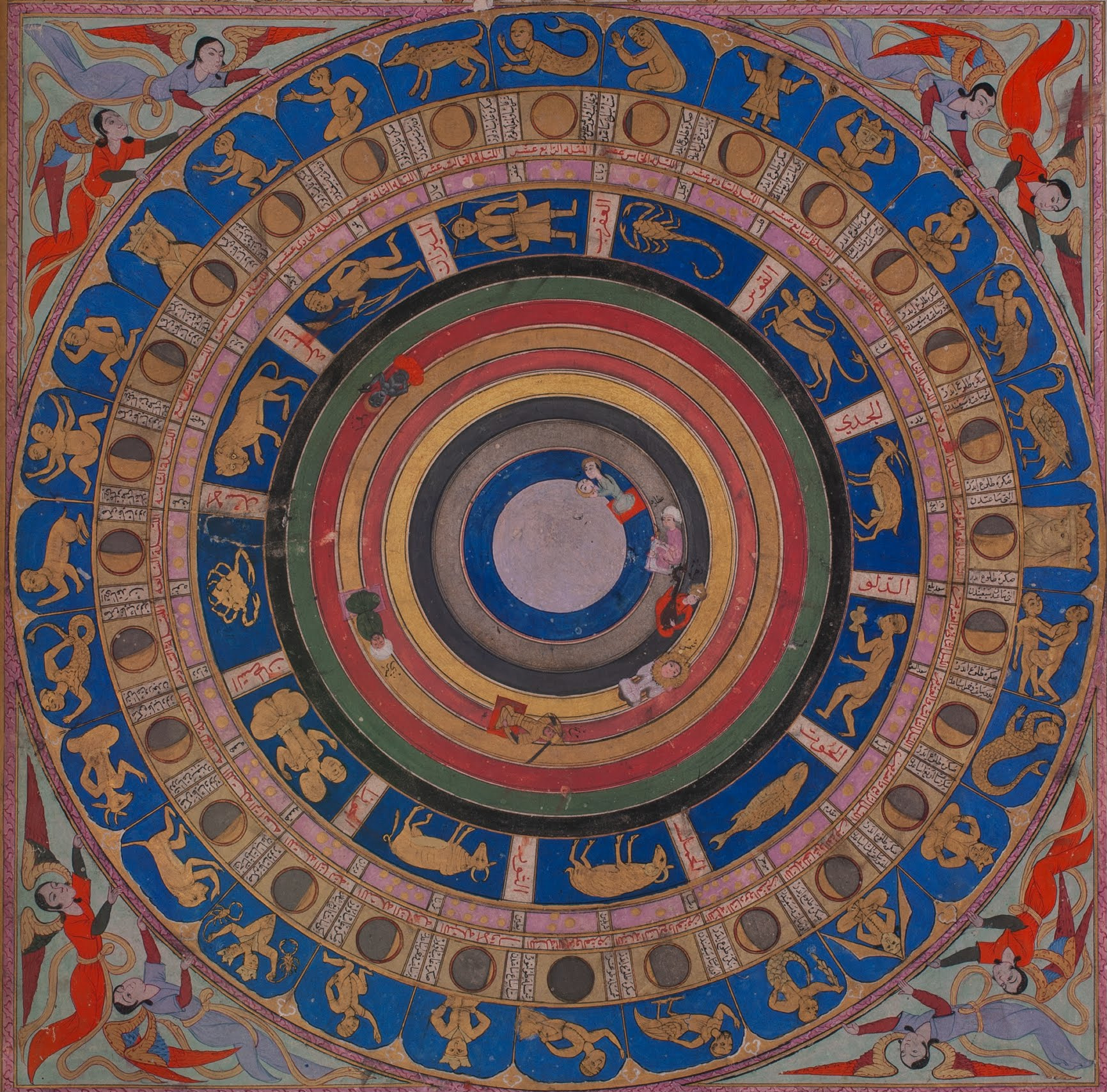
Himmelskarte mit den sieben Wandelgestirnen (innen), den 12 Lebewesenkreiszeichen (Mitte) und den 28 Mondhäusern (außen) im Zubdat-al Tawarikh von 1583.

Manāzil al-Qamar (arab. منازل القمر Mondhäuser, Mondstationen; Singular: Manzil al-Qamar) ist ein astronomisches System, das die Ekliptik in 28 Sterngruppen gliedert, wobei der Abstand jedes Mondhauses etwa der Weglänge entspricht, die der Mond am Himmel in 24 Stunden zurücklegt.
Vorbild sind die altindischen Nakshatras, die die Araber noch in vorislamischer Zeit kennenlernten und dann umgeformt haben. Zur Zeit des Propheten war das System allgemein bekannt, so dass es Erwähnung im Koran fand. Die Sure Yunus 10:5 lautet: "Er ist es, der die Sonne zur Leuchte und den Mond zu einem Schimmer machte, und ihm Stationen (manāzil) bestimmte, damit ihr die Art lernen möget, die Jahre zu berechnen und die Zeit zu bestimmen."
Da Bauern, Seefahrer und andere jahreszeitlich gebundene Berufe im islamischen Mondkalender, der sich jedes Jahr um etwa 11 Tage verschiebt, keine nützliche Orientierung für ihre Arbeit finden, bieten die an Sterne gebundenen Mondhäuser ein verlässliches Alternativsystem. Dabei werden die Aufgänge bzw. Untergänge der Gestirne beobachtet, was zu einer Teilung des Jahres in 28 Sequenzen mit je 13 (einmal bzw. zweimal 14) Tagen ergibt. Dabei benutzen die Bauern aber nicht immer dieselben Sterne, wie die in den Büchern überlieferten astronomischen Abhandlungen. Recht gut untersucht sind diese sogenannten Sternkalender für archaische Stammgesellschaften im heutigen Saudi-Arabien und im Jemen, die eine Mischung der klassischen Mondhäuser mit älteren (literarisch nicht überlieferten) Sternkalendern darstellen. Dabei werden meist nur die Sterne im fruchtbaren Jahresteil beobachtet.
Die Seefahrer teilten ihrerseits die Ekliptik in 28 exakte gleich große Abschnitte (wobei jedem Tierkreiszeichen 2 1/3 Mondhäuser zukommen) und schufen so ein nützliches Navigationsmittel – neben anderen Sternen.
Astrologische und magische Aspekte der Mondhäuser werden vom Islam – und auch von weiten Teilen der Bevölkerung – nicht anerkannt.

## Die 28 Mondstationen

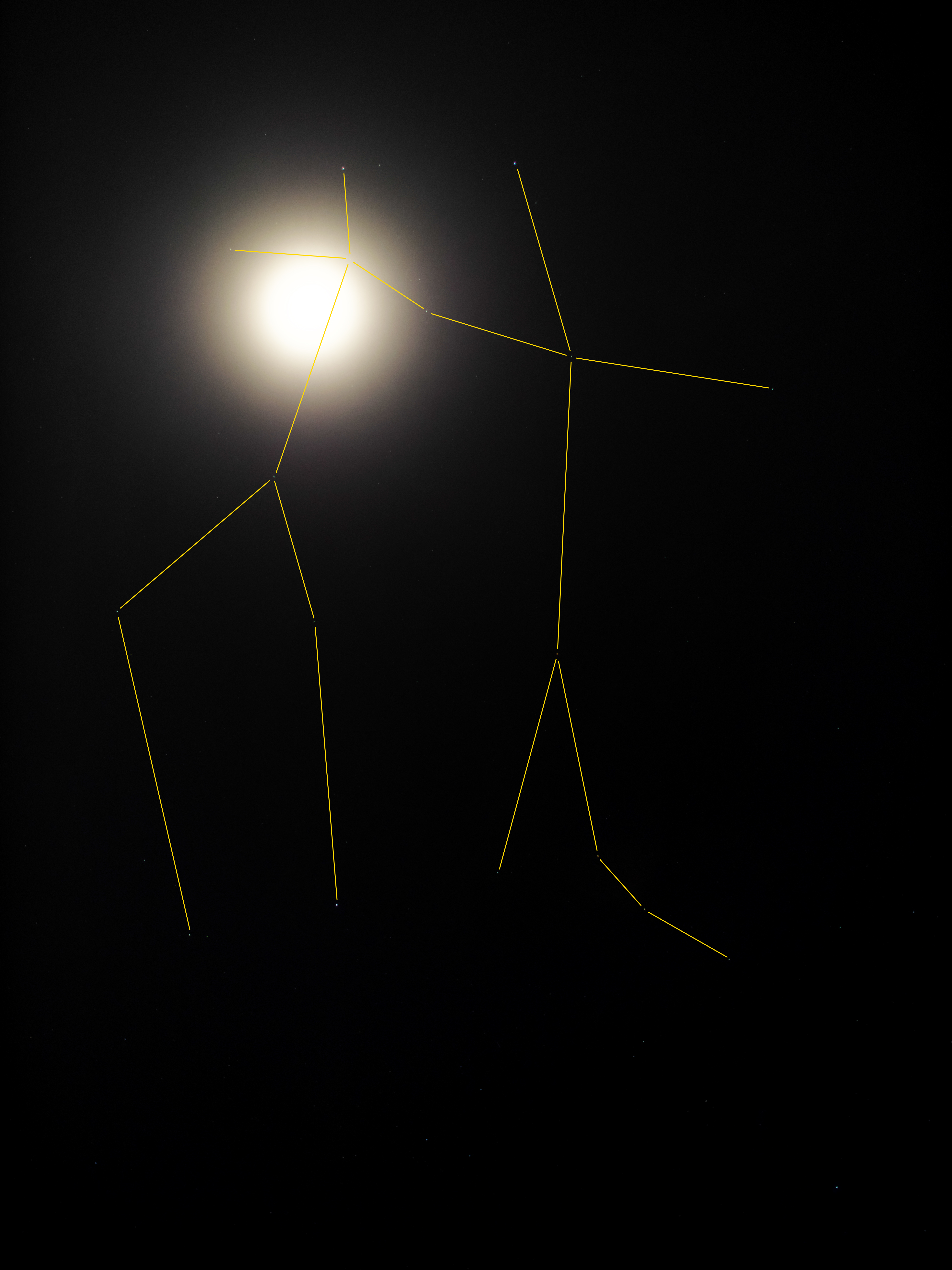
Der Mond mit Korona bei zirka 3,5 Bogengrad nördlicher ekliptikaler Breite im siebenten Mondhaus Aldirah auf der Verbindungslinie zwischen Pollux und Wasat an der Ekliptiklinie im Sternbild Zwillinge. Rechts unten Tien Kuan im Sternbild Stier.

| manzil al-qamar          | Arabischer Name                                                               | Bedeutung                                       | Identifizierung                 |
| 1. Scheratan oder Alnath | الشرطان – aš-šaraṭān النطح – an-naṭḥ                                          | Die beiden Zeichen Das Horn                     | β γ Ari α Ari (Hamal / Elnath)  |
| 2. Albotayn / Botein     | البطين – al-buṭayn                                                            | Das Bäuchlein                                   | ε δ ρ Ari                       |
| 3. Azoraya / Thuraya     | الثريا – aṯ-ṯurayyā                                                           | Die Plejaden                                    | M45 (Plejaden)                  |
| 4. Aldebaran             | الدبران – al-dabarān                                                          | Der Nachfolgende                                | α Tau (Aldebaran)               |
| 5. Alhachaa / Heka       | الهقعة – al-haqʿa                                                             | Der Mähnenzopf                                  | λ φ1 φ2 Ori                     |
| 6. Alhanhaa / Alhena     | الهنعة – al-hanʿa                                                             | Das Brandzeichen                                | γ ξ Gem                         |
| 7. Aldirah               | الذراع – aḏ-ḏirāʿ                                                             | Der Vorderarm                                   | α β Gem (Kastor & Pollux)       |
| 8. Annathra              | النثرة – an-naṯra                                                             | Der Nasenhauch                                  | γ δ ε Cnc (M44: Praesepe)       |
| 9. Altarf                | الطرف – aṭ-ṭarf                                                               | Der Blick                                       | κ Cnc, λ Leo                    |
| 10. Algieba              | الجبهة – al-ǧabha                                                             | Die Stirn                                       | ζ γ η α Leo (Regulus & Algieba) |
| 11. Azobra / Subra       | الزبرة – az-zubra                                                             | Die Mähne                                       | δ θ Leo                         |
| 12. Asarfa               | الصرفة – aṣ-ṣarfa                                                             | Die Rute                                        | β Leo (Denebola)                |
| 13. Alahue               | العواء – al-ʿawwāʾ                                                            | Der Heuler                                      | β η γ δ ε Vir                   |
| 14. Azimech              | السماك – as-simāk                                                             | -                                               | α Vir (Spica)                   |
| 15. Algafra              | الغفر – al-ġafr                                                               | Der Schleier                                    | ι κ λ Vir                       |
| 16. Azobene              | الزبانان – az-zubānān                                                         | Die beiden Scheren                              | α β Lib                         |
| 17. Aliclil              | الإكليل – al-iklīl                                                            | Die Krone                                       | β δ π Sco                       |
| 18. Alcalb               | القلب – al-qalb                                                               | Das Herz                                        | α Sco (Antares)                 |
| 19. Axaula / Schaula     | الشولة – aš-šawla                                                             | Der Stachel                                     | λ υ Sco (Schaula)               |
| 20. Alnahayn             | النعائم الواردة – an-naʿāʾim al-wārida النعائم الصادرة – an-naʿāʾim aṣ-ṣādira | Die ankommenden Strauße Die weggehenden Strauße | δ ε η Sgr σ φ τ ζ γ Sgr         |
| 21. Albelda              | البلدة – al-balda                                                             | Der Ort                                         | Kohlensack im Schützen          |
| 22. Sadalzabih / Dabih   | سعد الذابح – saʿd aḏ-ḏābiḥ                                                    | Das Glück der Krieger                           | α β Cap                         |
| 23. Sadebolah / Albali   | سعد بلع – saʿd bulaʿ                                                          | Das Glück des Verschlingens                     | μ ε Aqr                         |
| 24. Sadalsuud            | سعد السعود – saʿd as-suʿūd                                                    | Das Glück der Glücke                            | β ξ Aqr                         |
| 25. Sadalachbia          | سعد الأخبية – saʿd al-aḫbīya                                                  | Das Glück der Zelte                             | γ π ζ η Aqr                     |
| 26. Alfarg Almacadam     | الفرع المقدم – al-farʿ al-muqaddam                                            | Der vordere Biss                                | α β Peg                         |
| 27. Alfarg Almuehar      | الفرع المؤجر – al-farʿ al-muʾaḫḫar                                            | Der hintere Biss                                | γ Peg, α And                    |
| 28. Baten Alhut          | بطن الحوت – baṭn al-ḥūt                                                       | Der Fischbauch                                  | β And                           |